# Santuari de Santa Llucia de Mancor
El santuari de Santa Llucia és una petita església situada al cim d'un puig del terme de Mancor, a l'Illa de Mallorca. Per les seves característiques correspon a la tipologia de les esglésies de repoblament de Mallorca, construïdes just després de la Conquista.

## Història
Culminada la Conquesta de Mallorca, calia poblar el territori de nous colons per treure'n rendiment. Atès que sembla que en aquell temps a Mallorca no hi havia viles, una primera estratègia de colonització fou la de poblar totes les alqueries i rafals existents i distribuir arreu de l'illa tot un seguit d'esglésies rurals per a aquests pobladors. Així, tot i que Santa Llucia no figura a la butla d'Innocenci IV del 1248, que establia la creació de 28 parròquies a la Part Forana, degué ser construïda amb una funció semblant, atès que apareix documentada el 1275 i el segle xiv era l'únic lloc de culte de les alqueries de Mancor, Biniarroi, Massanella i Biniatzent, i probablement això fou així fins al segle xvii, quan es construí l'església de Mancor.
A partir de la construcció de l'església de Mancor, Santa Llucia prengué la funció d'ermita o santuari, i així romangué molts d'anys. Els anys seixanta, l'institut secular Verbum Dei promogué la construcció d'un edifici de grans dimensions destinat a la funció de casa diocesana d'exercicis espirituals, que engrandí el complex però preservà l'església original.

## Descripció
Es tracta d'una església molt simple, com correspon a la tipologia de les esglésies de repoblament. La planta és rectangular i dividida en tres parts per arcs diafragmàtics i coberta de fusta de dos aiguavessos. El portal d'accés és de mig punt, i té una rosassa de 1904. La llarga escala que condueix al portal data de 1666. S'hi conserva també l'estàtua de la titular, Santa Llucia, una talla petita de marbre blanc decorada solament amb una orla que riveteja la vestidura de color vermell i daurat.